# CHaCK-UP
『CHaCK-UP』（チャックアップ）は、アイドルを題材とした若手俳優が出演する舞台シリーズ名および、同作品に登場するグループ名である。
ネルケプランニングのアイドルステージ第三弾として2014年8月にラフォーレミュージアム原宿にて上演された。以降シリーズとして2015年1月に新作、2015年12月にアイドルたちが出演するという劇中劇形式のミュージカルを上演した。ステージとライブの二部構成という演出が用いられている。

## ストーリー
『CHaCK-UP』
CHaCK-UPシリーズ第1作。CHaCK-UP結成秘話。
通称、サマートリップ。
『CHaCK-UP ～ねらわれた惑星～』
CHaCK-UPシリーズ第2作。アイドルステージシリーズ初のミステリー作品。
通称、ウィンタートリップ。
『CHaCK-UP―Episode.0―』
CHaCK-UPシリーズ第3作であるが、アイドルステージシリーズ初の劇中劇形式。第1部がCHaCK-UPメンバーが演じる劇、第2部がレビューショーである。

## 登場人物

### CHaCK-UP
火星人★マル（かせいじん マル） / 火山 武（ひやま たける）
演 - 中尾暢樹
CHaCK-UPの赤担当。レイのことを尊敬している。いとこであるエリィのことが苦手で、―Episode.0―ではかくれんぼ（失踪）しており未出演である。
キャッチフレーズは「赤いストームで君をさらうよ！火星人★マルです」。
その実はSOJ学院芸能科に通う高校1年生である。選抜クラスの8期生に選出されCHaCK-UPとしてデビューする。天宮に憧れてSOJ学院に入学した。成績は良いが時折暴走してしまう。
金星人★ヴィー（きんせいじん ヴィー） / 美野 アカネ（よしの アカネ）
演 - 古川裕太
CHaCK-UPの黄担当。日本語をあまり話せない。時折電波を受信している。
―Episode.0―では掃除屋ヴィーを演じた。
キャッチフレーズは「電波受信！電波受信！金星人★ヴィーだよ！」。
その実はSOJ学院芸能科に通う高校2年生である。選抜クラスの8期生に選出されCHaCK-UPとしてデビューする。
CHaCK-UP活動時以外でも金星人を自称している。CHaCK-UPのキャッチコピー「背中のチャックは開けないで」は美野が普段話していることに由来する。周囲からは変わり者扱いされ信じられていないが、本当に金星人であり、他人の記憶を消すことができる。
水星人★ミミタ（すいせいじん ミミタ） / 美波 旅生（みなみ りょう）
演 - 本田礼生
CHaCK-UPの青担当。昼と夜とで人格が変わるようで、昼は無愛想、夜は穏やかである。2014年末以降はスリープモード（睡眠という名の活動休止）に入っている。たまに起きてはライブに参加するが、またすぐにスリープモードに入る。
キャッチフレーズは「昼と夜とじゃ別の顔。水星人★ミミタです」。
その実はSOJ学院芸能科に通う高校2年生である。選抜クラスの8期生に選出されCHaCK-UPとしてデビューする。日音の兄。
プライドが高い。鳴上のことを相棒と言っているが、本心では見下しており、パシリにしている。CHaCK-UP結成当初は天宮のことも利用しようとしていたが、デビューまでに仲間として認めるようになった。
SOJ学院の姉妹校へダンス留学するために2014年末から活動休止している。
木星人★ジュジュ（もくせいじん ジュジュ） / 鳴上 林檎（なるかみ りんご）
演 - 影山達也
CHaCK-UPの緑担当。料理が得意。シャトルの操縦担当である。
―Episode.0―では仕立屋ジューゴを演じた。
キャッチフレーズは「ぐるぐるうずまきはハッピーのおまじない！木星人★ジュジュです！」。
その実はSOJ学院芸能科に通う高校2年生である。選抜クラスの8期生に選出されCHaCK-UPとしてデビューする。
旅生の相棒でいつも一緒にいるため、金魚のフン呼ばわりされている。
土星人★ドット（どせいじん ドット） / 土岐原穣（ときはら みのる）
演 - 崎山つばさ
CHaCK-UPの橙担当。シャトルクルー（メンバー）内では母のような存在である。ダブルリング（メガネ）で地球人のエネルギーを測定することができる。
―Episode.0―では仕立屋ドロシーを演じた。
キャッチフレーズは「空っぽの僕を埋めるのは君、土星人★ドットです」。
その実はSOJ学院芸能科に通う高校3年生である。選抜クラスの8期生に選出されCHaCK-UPとしてデビューする。
天宮の幼なじみであり、天宮のことを「キミちゃん」と呼んでいる。1、2年時も選抜クラスに選ばれていたが、天宮のことを気づかって断っていたと噂されている。
天王星人★レイ（てんのうせいじん レイ） / 天宮 王成（あまみや きみなり）
演 - 古谷大和
CHaCK-UPの白担当、キャプテン（リーダー）。天王星の王子。指を指してウィンクをするハードインパクトという決めポーズがある。
―Episode.0―では天王星第一皇子 エステランサ・レイリンボン・ティターナー7世を演じた。
キャッチフレーズは「地球の空を支配する、天王星人★キャプテン・レイ！」。
その実はSOJ学院芸能科に通う高校3年生である。選抜クラスの8期生に選出されCHaCK-UPとしてデビューする。
自称天才で周りを凡人扱いしているが、才能はなく落ちこぼれである。
入学式の際に西園寺ユーリと出会い一目惚れをし、完全無欠のアイドルになることを目指している。
冥王星人★ポミィ（めいおうせいじん ポミィ） / 美波 日音（みなみ かのん）
演 - 福島海太
CHaCK-UPの桃担当。ヘルプクルーとしてグループに加入した。他のクルーより地球の知識が多い。可愛らしい見た目をしているが、意外と毒舌家である。
―Episode.0―では便利屋ポミィを演じた。また―Episode.0―ではアンプラネットのメンバーとしても活動している。
キャッチフレーズは「一粒食べたら戻れない禁断の果実！冥王星人★ポミィです！」。
その実はSOJ学院芸能科に通う高校1年生である。選抜クラスの9期生に選出されCHaCK-UPに加入する。旅生の弟。
CHaCK-UP加入前はアメリカに留学しており、旅生と入れ違いで帰国した。そのためコミュニケーションが欧米風である。

### SOJ学院関係者
穂積 シズク（ほずみ シズク）
演 - 鳶野恭平
CHaCK-UPのマネージャー。アーストライアルエンターテイメントの社員兼SOJ学院の講師である。以前はアイドルをしていた。
深大 衛太（じんだい えいた）
演 - 加藤真央
SOJ学院のダンス講師。
星 天満（ほし てんま）
演 - 服部翼
SOJ学院の演技講師。
西園寺 巌（さいおんじ いわお）
演 - Kimeru
アーストライアルエンターテイメントの会長ならびに、SOJ学院の理事長を務めている。ユーリの父。
普段は学校内の様子を観察するために用務員の格好をして掃除しており、生徒からは「ゲンさん」と呼ばれている。
西園寺 ユーリ（さいおんじ ユーリ）
演 - 服部翼
巌の娘。天宮に一目惚れされるが、「完全無欠のアイドル」である想い人がいることを理由に断る。しかし、天宮の選抜入りに口添えするなど、気にかけている様子である。

### その他の登場人物
準惑星エリス人☆エリィ（じゅんわくせいエリスじん エリィ）
演 - 赤澤遼太郎
アイドルグループ「アンプラネット」の赤担当。
準惑星ケレス人☆セシィ（じゅんわくせいケレスじん セシィ）
演 - 井阪郁巳
アイドルグループ「アンプラネット」の青担当。
準惑星マケマケ人☆マーニィ（じゅんわくせいマケマケじん マーニィ）
演 - 松田将希
アイドルグループ「アンプラネット」の黄担当。
準惑星ハウメア人☆サティ（じゅんわくせいハウメアじん サティ）
演 - 石川正人
アイドルグループ「アンプラネット」の緑担当。
中島 信太郎（なかじま しんたろう）
演 - Kimeru
喫茶店のマスターで元アイドル。―Episode.0―にゲスト出演し、フラドを演じた。

## 用語
ドルフェス
2022年現在までに4回開催されている。初回の勝手に！ドルフェス2013に関してはCHaCK-UPが出演していないため、説明を省略する。
僕らの！ドルフェス2014
『プレゼント◆５ －恋するオトコは眠れない－』と『プレゼント◆５ －オレはぜったい悪くない！－』の第2部で行われたライブのこと。2つのライブは一部セットリストが異なるが同一のものと見なされている。
2014年上演の『CHaCK-UP』で販売されたパンフレットがこのライブのタイトルを冠している。
みんなで！ドルフェス2015
2015年に行われたライブ。
銀河でドルフェス2017
アイドルステージ第4弾、ミュージカライブ 『アンプラネット―ボクの名は―』の第2部のこと。
E.T.L
アーストライアルライブの略。芸能事務所アーストライアルエンターテイメントが主催するライブ。
vol.4のタイトルにあるように1から3まで現実では開催していないが、既に開催していたという設定。
vol.4 ～3までのことは聞かないで～
2014年6月に行われたライブ。
vol.4+ ～電波受信！電波受信！至急集合せよ！～
2014年7月に行われたライブ。
vol.5 ～秋といえば学園祭だけどやっぱり宇宙に連れてくね！～
2014年10月に行われたライブ。
vol.6 ～雪舞う夜空でハッピートリップ！～
『CHaCK-UP ～ねらわれた惑星～』の第2部のこと。
vol.7 ～雨天決行★シャトルでキミを迎えに行くよ！～
2015年5月から6月に行われたライブ。
extra ～Volume上げてRising★ハイ！スペーストリップに出発だ！～
2016年10月にDMM VR THEATERで行われた映像ライブ。
2017年7月と2019年10月に再上映された。
vol.8 ～ボクらのアジトでNATSU☆祭～
2017年8月に行われたライブ。
vol.9（サブタイトル不明）
アイドルステージ第4弾『アンプラネット―Back to the Past！―』の第2部のこと。
vol.214 ～ほしいのはキミのチョコだけ！～
2018年2月に行われたライブ。
アーストライアルエンターテイメント
CHaCK-UPの所属事務所。
巌はこの事務所の会長、シズクは社員である。
SOJ学院
CHaCK-UPメンバーが通う高校のこと。
巌やSOJ学院代表がSOJ学院校歌をライブで歌うことがある。
CHaCK-UPデビュー時点で天宮と土岐原はSOJ学院を卒業している。
SOJ学院代表
火山、美野、旅生、鳴上、土岐原、天宮、日音がステージに立つときに使われるメンバーたちの総称。
CUF
CHaCK-UPを応援している俳優たちの総称。
CHaCK-UP Friendsの略。
崎山つばさが命名した。
チャーム
CHaCK-UPのファンネーム（ファンたちの愛称）。
推しのメンバーカラーを頭に付けて呼ぶことが多い（マル推しならば赤チャーム）。
トリップ
ライブのこと。季節を頭につけて呼ぶことが多い（サマートリップ、ウィンタートリップなど）。
『CHaCK-UP―Episode.0―』第1部の登場人物
掃除屋ヴィー
演 - 金星人★ヴィー（古川裕太）
殺し屋。便利屋ポミィの借金の取り立てにくる。
仕立屋ジューゴ
演 - 木星人★ジュジュ（影山達也）
仕立屋ドロシーの助手。よくドロシーに泣かされている。
その正体は宇宙公安局特殊捜査官のジュジュ。
仕立屋ドロシー
演 - 土星人★ドット（崎山つばさ）
レイの戴冠式の衣装を依頼された仕立屋。オネエ口調で毒舌。
その正体は宇宙公安局監察官のドット。
天王星第一皇子 エステランサ・レイリンボン・ティターナー7世
演 - 天王星人★レイ（古谷大和）
天王星の第一皇子。国民には王になることを熱望されているが、本人はシャトルで旅をして宇宙を幸せにすることを夢見ている。
便利屋ポミィ
演 - 冥王星人★ポミィ（福島海太）
金の亡者な便利屋。金のためなら殺人にも手を染める。
ウィル皇子
演 - 小林辰也
レイの腹違いの兄。自分が王位に就くためにレイのことを暗殺しようとしていた。
フラド
演 - 中島信太郎（Kimeru）
レイ皇子の側近。涙もろい。
便利屋ポミィにレイのボディガードを依頼した。
召使い
演 - 準惑星エリス人☆エリィ（赤澤遼太郎）、準惑星ケレス人☆セシィ（井阪郁巳）、準惑星マケマケ人☆マーニィ（松田将希）、準惑星ハウメア人☆サティ（石川正人）
レイたちが住む城に仕えるメイド。

## メインスタッフ
- 主催・企画・制作 - ネルケプランニング
- 脚本 - 亀田真二郎（東京パチプロデュース）
- 演出 - 亀田真二郎（東京パチプロデュース）
- 作詞 - うえのけいこ / 三ツ矢雄二
- 音楽 - 大石憲一郎
- 振付 - 黒田育世 / 當間里美 / Q-TARO

## 公演リスト

### 本公演
『CHaCK-UP』
2014年8月30日 - 9月7日 ラフォーレミュージアム原宿
全13公演
※ポミィは未登場。
『CHaCK-UP ～ねらわれた惑星～』
2015年1月7日 - 18日 紀伊國屋サザンシアター
全16公演
※ミミタが未出演、ポミィが加入した。
『CHaCK-UP―Episode.0―』
2015年12月16日 - 20日 紀伊國屋サザンシアター
2015年12月26日・27日 神戸朝日ホール
全11公演
※マル、ミミタが未出演。

### イベント・外部出演
- 『プレゼント◆5 －恋するオトコは眠れない－』（2014年4月16日 - 21日、紀伊國屋ホール） - CHaCK-UP[注釈 15]、シズクが出演[2]
- 『プレゼント◆5 －オレはぜったい悪くない！－』（2014年5月2日 - 6日、紀伊國屋サザンシアター） - CHaCK-UP[注釈 15]、シズクが出演[2]
- 『E.T.L vol.4 ～3までのことは聞かないで～』（2014年6月2日・3日、Mt.RAINIER HALL SHIBUYA PLEASURE PLEASURE）[注釈 15][3]
- 『E.T.L vol.4+ ～電波受信！電波受信！至急集合せよ！～』（2014年7月7日・8日、Mt.RAINIER HALL SHIBUYA PLEASURE PLEASURE）[注釈 15][4]
- コス☆メン フェスティバル vol.13 ～十三夜の月待ち～（2014年9月19日、TSUTAYA O-EAST）[注釈 15][5]
- 『E.T.L vol.5 ～秋といえば学園祭だけどやっぱり宇宙に連れてくね！～ 』（2014年10月7日、AiiA Theater Tokyo）[注釈 15][6]
- 『ネルフェス2014 in 武道館』（2014年11月7日、日本武道館） - CHaCK-UP[注釈 15]、西園寺巌が出演[7][8]
- 『コミックジャック』（2014年11月13日 - 24日、サンシャイン劇場）[注釈 15][9]
- 『CHaCK-CHeCK-CHaRM case001～地球のアイドルというものを勉強したのです！～ 』（2015年2月16日・17日、時事通信ホール） - CHaCK-UP[注釈 16]、深大、巌が出演[10]
- 「りぼんフェスタ2015」こどものおもちゃスペシャルステージ （2015年5月2日・3日、品川インターシティホール） - マル、ヴィーが出演[11][12]
- 『E.T.L vol.7 ～雨天決行★シャトルでキミを迎えに行くよ！～ 』（東京：2015年5月26日・27日、全労済ホール/スペース・ゼロ / 大阪：6月6日・7日、グランフロント大阪 北館4F ナレッジシアター / 福岡：6月12日・13日、レソラホール / 名古屋：6月19日・20日、中電ホール） - CHaCK-UP、SOJ学院代表[注釈 17]、深大（東京公演）、巌（大阪・福岡公演）、天満（名古屋公演）が出演
- POWER OF LIFE〜魁〜 そらぷちキッズキャンプ支援プロジェクト（2015年6月14日、北海道滝川市丸加高原特設ステージ）[注釈 16][13]
- りぼん60周年記念公演 舞台『こどものおもちゃ』（2015年8月20日 - 30日、博品館劇場）[注釈 18][14]
- コス☆メン フェスティバル Vol.15〜宿命の夜想曲〜（2015年9月19日、TSUTAYA O-EAST） - 火山、美野、鳴上、土岐原が出演[15]
- 「みんなで！ドルフェス2015」（2015年10月14日・10月15日、TSUTAYA O-EAST）[注釈 16][16]
- 『アンプラネット』（2016年4月30日 - 5月8日、紀伊國屋ホール） - ヴィー、ジュジュ、ポミィが出演[17]
- 『E.T.L extra 〜Volume上げてRising★ハイ！スペーストリップに出発だ！〜 』開催記念トーク＆ミニライブ（2016年9月17日、アニメイトAKIBAガールズステーション） - ヴィー、ジュジュ、レイが出演[18]
- 『E.T.L extra ～Volume上げてRising★ハイ！スペーストリップに出発だ！～ 』（2016年10月1日 - 30日、DMM VR THEATER） - CHaCK-UP、SOJ学院代表[注釈 19]が映像出演[19]
  - 『E.T.L extra』DVD発売記念リバイバル上映（2017年7月15日 - 17日、DMM VR THEATER）[20]
  - DMM VR THEATER FINAL TRIP！『E.T.L extra ～Volume上げてRising★ハイ！スペーストリップに出発だ！～』（2019年10月19日 - 20日、DMM VR THEATER）
- ミュージカライブ『アンプラネット―ボクの名は―』（2017年6月8日 - 6月18日、紀伊國屋ホール） - ヴィー、ポミィが出演[21]。巌が日替わり出演[22]
- 『E.T.L vol.8 ～ボクらのアジトでNATSU☆祭～ 』（2017年8月22日 - 25日、品川プリンスホテル クラブeX） - ヴィー、レイ、ポミィが出演[23]。22日にジュジュが出演[24]
- 2.5次元イベント祭り in AGF2017 RICE on STAGE「ラブ米」×アイドルステージ（2017年11月3日、東京総合美容専門学校 マルチホール） - アンプラネットとしてポミィが出演[25]
- 『アンプラネット ―Back to the Past！―』（2018年1月5日 - 1月14日、品川プリンスホテル クラブeX） - アンプラネットとしてポミィが出演[26]
- 『E.T.L vol.214 〜ほしいのはキミのチョコだけ！〜』（2018年2月14日 - 2月17日、品川プリンスホテル クラブeX） - ヴィー、ジュジュ、レイ、ポミィが出演[27]
- ワクワク「E.T.L vol.214」上映会＆ドキドキWW（ダブルワーク）ミニコンサート（2018年04月01日、アニメイト池袋本店 9階） - ヴィー、ポミィが出演[28]